# Komis Auto
Komis Auto — український автосалон, що спеціалізується на продажу автомобілів з пробігом. Компанія працює у містах Хмельницький та Вінниця, надає послуги з продажу, обміну, викупу та лізингу автомобілів.

## Історія
Компанію засновано у 2021 році у місті Хмельницький. З моменту заснування автосалон поступово розширював географію та спектр послуг. У 2023 році відкрито філію у Вінниці.

## Партнерство
Komis Auto співпрацює з провідними лізинговими компаніями України, серед яких — AUTOMONEY, Хапай Авто та Planetavto.
Банківськими партнерами компанії є OTP Bank, ПРАВЕКС БАНК, idea Bank, ПриватБанк, Акордбанк, БАНК ГЛОБУС, Oxi Bank та ТАСКОМБАНК.
У співпраці з фінансовими установами автосалон надає можливість придбання вживаних автомобілів у кредит або лізинг на індивідуальних умовах.
Komis Auto також є офіційним дистриб’ютором моторної оливи Bardahl на території України.
Komis Auto стала однією з перших компаній, що впровадили продаж уживаних автомобілів у кредит у містах Хмельницький та Вінниця.

## Діяльність
Komis Auto надає широкий спектр послуг, пов’язаних з придбанням, продажем, перевезенням та оформленням автомобілів.
Компанія здійснює пригон автомобілів з Європи та США «під ключ», включаючи доставку, митне оформлення та сертифікацію. Окремо надається послуга пригону електромобілів з Європи.
Серед основних напрямів діяльності — викуп автомобілів в Україні, а також викуп авто на українських номерах за кордоном (у Польщі, Німеччині, Чехії, Нідерландах).
Komis Auto також пропонує комісійний продаж — можливість виставити клієнтське авто на продаж із повним супроводом.
У сфері логістики компанія надає послуги перевезення автомобілів з Європи в Україну, евакуацію авто з України до країн ЄС, а також транспортування автомобілів по території України.
Додаткові послуги включають:
- оформлення договорів купівлі-продажу;
- послуги митного брокера;
- автострахування;
- продаж автомобільної оливи бренду Bardahl.

## Визнання
Протягом чотирьох років поспіль (2021, 2022, 2023, 2024) автосалон отримував премію «Народний бренд» у категорії «Автомобілі з-за кордону» у місті Хмельницький.
Також, у 2023 та 2024 роках автосалон отримував премію «Народний бренд» у категоріях «Автосалон» та «Автомайданчик» у місті Вінниця.

## Благодійність
У 2022 році компанія заснувала благодійну організацію БО «Міжнародний благодійний фонд "КОМІСАВТО"» (БО МБФ «Коміс Авто»).
Фонд займається наданням допомоги військовим та цивільним у період повномасштабної війни в Україні. З початку діяльності компанія безкоштовно передала 10 автомобілів для потреб Збройних Сил України, а також брала участь у доставці гуманітарної допомоги на прифронтові території.
Благодійна діяльність здійснюється за рахунок власних коштів та за підтримки партнерів і клієнтів.